# Цитрус
Ци́трус (лат. Citrus) — род вечнозелёных деревьев и кустарников семейства Рутовые (Rutaceae). Входит в подтрибу Цитрусовые (Citrinae) трибы Померанцевые (Aurantieae) подсемейства Померанцевые (Aurantioideae).
Научное название рода взято из латинского языка, в котором слово citrus имело значение «лимонное дерево».

## Распространение
Род Цитрус сформировался, по-видимому, в Юго-Восточной Азии, в регионе от Восточной Индии до островов у тихоокеанского побережья Азии. Предположительно, наполненные водянистой жидкостью мешочки, в которых содержатся семена растений этого рода, стали эволюционной адаптацией к условиям сухого муссонного климата, характерного для этого региона. В то же время существуют исследования, согласно которым предки этого рода появились в Австралии, Новой Гвинее и Новой Каледонии.
Окультуривание растений рода Цитрус началось в Древнем Китае около 4000 лет назад и было сопряжено с масштабной гибридизацией интродуцированных видов с местными. Процессы гибридизации продолжались веками, что в настоящее время затрудняет классификацию некоторых растений данного рода. На протяжении долгого времени Китай оставался центром разведения цитрусов; так, написанная в XII веке книга Хань Еньчи в деталях описывает 27 разновидностей плодовых цитрусовых деревьев. В то же время природные гибриды развивались и за пределами Китая. Родиной лимона, вероятно, является регион, охватывающий Восточную Индию, Ассам и север Бирмы, а лайма — Малайский архипелаг.
К IV в. до н. э. в Восточное Средиземноморье через Персидскую империю распространился первый из видов цитрусов — цитрон, росший в садах персидских царей. На рубеже новой эры в находившемся под властью Рима Северо-Западном Средиземноморье начали выращивать лимоны. В этом регионе цитрусовые деревья первоначально выращивались как декоративные, поскольку более холодный и сухой климат не давал вызревать плодам. Однако с разработкой первых оранжерей, использовавших пластинки слюды вместо стёкол, к III—IV веку новой эры цитрусовые начали плодоносить в Италии. В X—XII веках, после арабских завоеваний, в Средиземноморье были завезены померанец, лайм и помело, уже выращивавшиеся массово именно как плодовые деревья. Эти культуры проникли из Персии в Аравию и Северную Африку, а оттуда через Пиренейский полуостров в Европу. К середине XV века в Средиземноморье по торговым путям, проложенным генуэзскими купцами, проник также апельсин.
В Америку цитрусовые культуры завезли испанские колонизаторы, первым был Колумб, который уже в 1493 году высадил семена апельсина на острове Эспаньола. К концу XVI века испанцы выращивали цитрусовые на территории современных Мексики, Флориды и Перу, а португальцы — в Бразилии. В середине XVIII века францисканцы начали выращивать апельсиновые деревья в Сан-Диего (Калифорния). В Западную Африку цитрусовые культуры завезли португальцы, интродуцировавшие его в Конго, а в Южную Африку — голландцы. В Австралии первые посадки цитрусовых состоялись в 1788 году в Новом Южном Уэльсе, куда британские моряки завезли апельсиновые семена из Бразилии. Там же к 1828 году из семян, привезённых из Китая, росли мандариновые деревья.
К началу XXI века растения рода Цитрус произрастали в более чем 140 странах мира, но в основном места их распространения сосредоточены в полосе вокруг экватора между 35-м градусом южной и северной широты. На территории России в открытом грунте произрастают только в самой южной части черноморского побережья Краснодарского края в районе Сочи, где в защищённых от ветра местах могут встречаться мандариновые деревья. На территории бывшего СССР цитрусовые распространены в странах Закавказья.

## Ботаническое описание

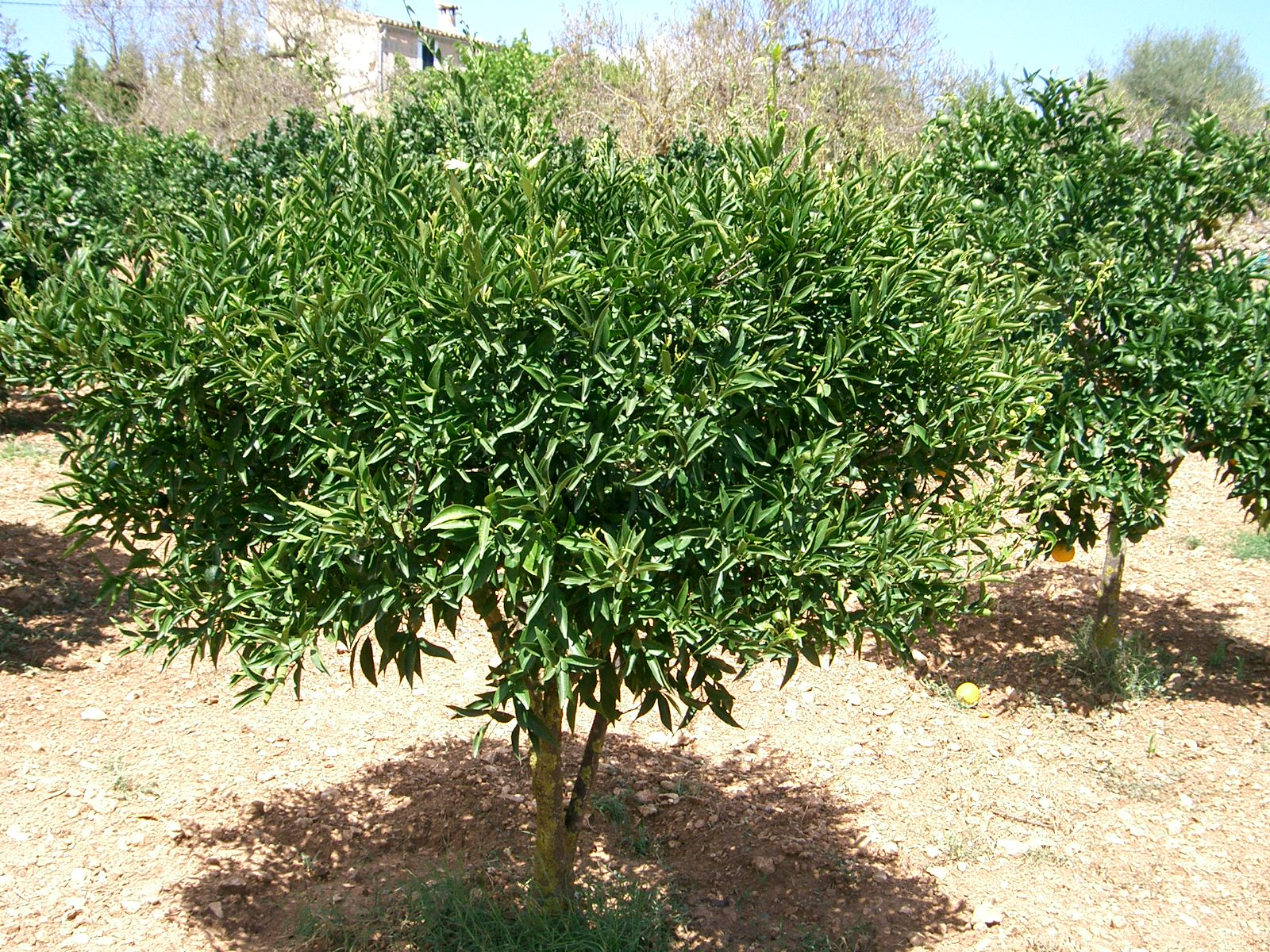
Дерево Citrus × deliciosa на Мальорке

Вечнозелёные деревья или кустарники, большей частью с колючками на стеблях.
Листья овальной формы, глянцевые, плотные, кожистые с просвечивающими желёзками, содержащими эфирное масло, однолисточковые, с крылатыми черешками.

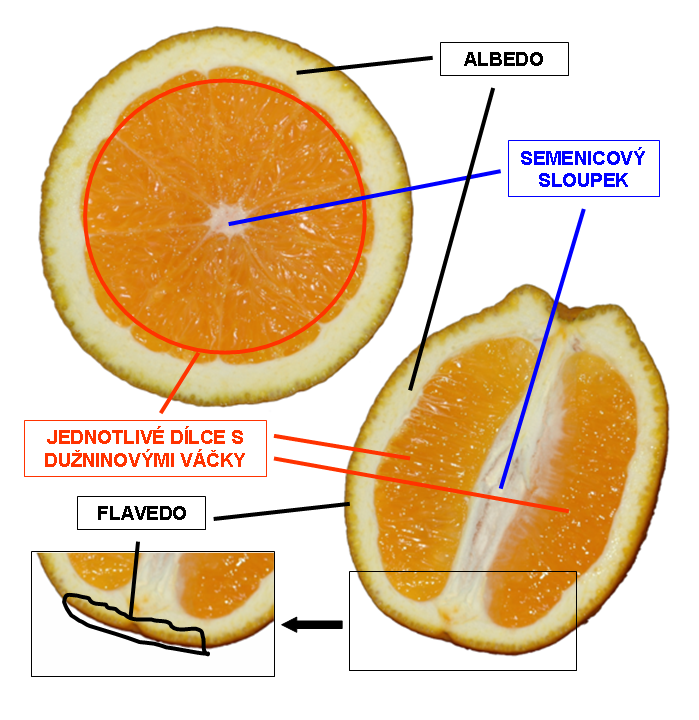
Гесперидий апельсина в разрезе

Цветки белые или окрашенные снаружи антоцианом. Чашечка сростнолистная, лепестков нормально 5, тычинок много (15-60), сросшихся в 4-5 пучков. Завязь многогнездная (8-15) с длинным столбиком, обычно опадающим. Формула цветка: {\displaystyle \ast K_{4-5}\;C_{4-5}\;A_{10-\infty }\;G_{({\underline {5-\infty }})}}. Цветы цитрусовых отличает сильный аромат.
Род Citrus имеет своеобразный ягодообразный плод — гесперидий, сферической, сплюснуто-сферической или заострённо-удлинённой формы, покрытый кожурой варьирующей толщины, заполненный мешочками с сочной мякотью, разделённой на сегменты. Диаметр плодов от 3,5 до 14,5 см. Кожура состоит из нескольких слоёв: кожистой восковатой эпидермы; окрашенного флаведо, содержащего эфирные масла; губчатого альбедо — источника флавоноидов; и проводящих пучков, окружающих мякоть. Мясистые сегменты плода сосредоточены вокруг мягкой центральной оси и разделены тонкими мембрановидными перемычками.
Семена овальной или удлинённой формы, варьируют в количестве, с одним или несколькими зародышами.

## Виды

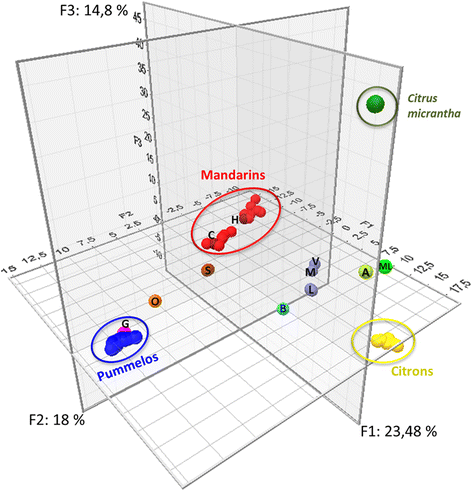
Организация однонуклеидного полиморфизма генотипа цитрусов. Легенда: ML — лайм; A — Citrus macrophylla; V — лимон Фолькамера; M — лимон Мейера; L — обыкновенные и сладкие лимоны; B — бергамот; H — гаплоидный клементин; C — клементины; S — померанцы; O — сладкие апельсины; G — грейпфруты.

До культивирования человеком род Цитрус состоял из нескольких видов:
- Citrus aurantifolia — Лайм, Индия
- Citrus maxima — Помело (пуммела, шеддок), Малайский архипелаг
- Citrus medica — Цитрон, Индия
- Citrus reticulata — Мандарин, Китай

- Citrus australasica — Пальчиковый лайм
- Citrus australis — Круглый лайм
- Citrus glauca — Пустынный лайм
- Папеды:
  - Citrus halimii, Таиланд и Малакка
  - Citrus indica — Дикий индийский апельсин, Индия

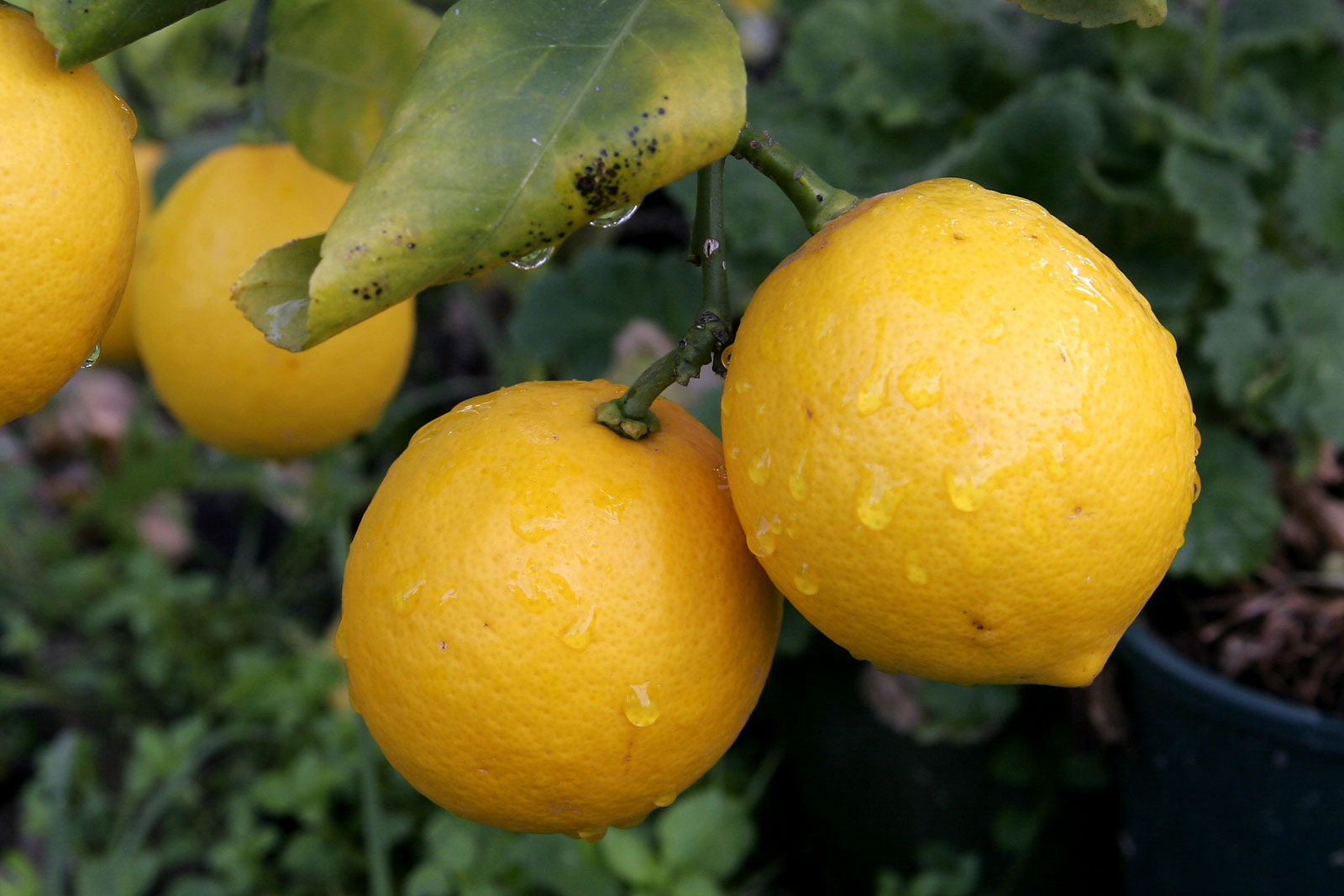
Спелые лимоны

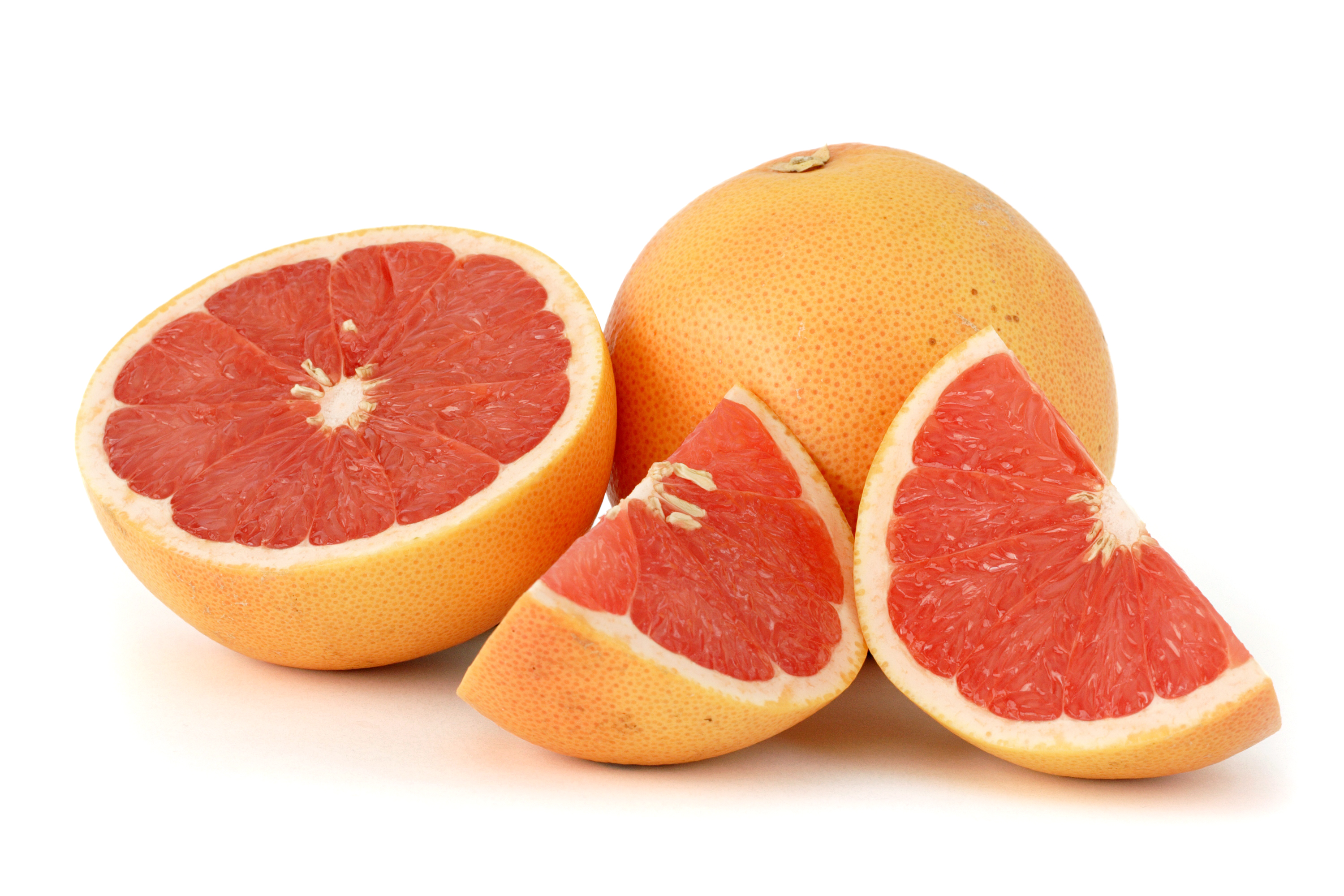
Грейпфрут

Традиционные таксономические схемы для рода Citrus включали от 16 видов, разбитых на 2 подрода (Суингл и Рис, 1967), до более чем 170 видов и вариантов (Танака, 1977). По информации базы данных The Plant List, род включает 33 вида. Статус ещё 141 названия видов не определён (на сентябрь 2016 г.).
- Citrus assamensis R.M.Dutta & Bhattacharya
- Citrus aurantiaca Swingle
- Citrus aurantiifolia (Christm.) Swingle — Лайм
- Citrus × aurantium L. — Померанец
- Citrus australasica F.Muell. — Пальчиковый лайм
- Citrus australis (A.Cunn. ex Mudie) Planch. — Круглый лайм
- Citrus cavaleriei H.Lév. ex Cavalerie — Лимон ичанский
- Citrus garrawayi F.M.Bailey
- Citrus glauca (Lindl.) Burkill — Пустынный лайм
- Citrus gracilis Mabb.
- Citrus halimii B.C.Stone
- Citrus hystrix DC. — Кафир-лайм
- Citrus indica Yu.Tanaka — Дикий индийский апельсин
- Citrus inodora F.M.Bailey
- Citrus japonica Thunb.
- Citrus junos Siebold ex Tanaka
- Citrus khasya Markovitch
- Citrus latipes (Swingle) Yu.Tanaka
- Citrus limon (L.) Osbeck — Лимон
- Citrus lucida (Scheff.) Mabb.
- Citrus maxima (Burm.) Merr. — Помело (пуммела, шеддок)
- Citrus medica L. — Цитрон
- Citrus mitis Blanco
- Citrus nobilis Lour. — Мандарин благородный, или Королевский мандарин
- Citrus paradisi Macfad. — Грейпфрут
- Citrus polyandra Yu.Tanaka
- Citrus × polytrifolia Govaerts
- Citrus reticulata Blanco — Мандарин
- Citrus sinensis (L.) Osbeck — Апельсин
- Citrus swinglei Burkill ex Harms
- Citrus trifoliata L. — Понцирус трёхлисточковый
- Citrus warburgina F.M.Bailey
- Citrus wintersii Mabb.

Виды с неопределённым статусом
- Citrus bergamia Risso — Бергамот
- Citrus jambhiri Lush. — Лимон дикий.
- Citrus meyeri Yu.Tanaka — Лимон Мейера
- Citrus × microcarpa Bunge — Каламондин

Мандарин уншиу (Citrus unshiu) обычно рассматривают не как самостоятельный вид, а как синоним или один из сортов мандарина (Citrus reticulata).
Гибриды
- Рангпур — гибрид мандарина и лимона[14]
- Клементин (Citrus clementina = Citrus sinensis × Citrus reticulata)[14]
- Свити, или оробланко (Citrus sweetie = Citrus grandis × Citrus paradisi)[14]
- Томасвилл = Poncirus trifoliata × Citrus sinensis × Fortunella
- Танжело = Citrus paradisi × Citrus reticulata; к разновидностям танжело относят миннеолу (Флорида) и угли (Ямайка, дополнительная гибридизация с Citrus aurantium)[14]
- Каламондин, или цитрофортунелла = Citrus reticulata × Fortunella margarita[14].

## Хозяйственное значение
Плоды растений рода Цитрус — важный источник витамина C, однако их пищевая ценность не исчерпывается этим компонентом. Плоды богаты моносахаридами и клетчаткой и содержат многочисленные микроэлементы, включая фолиевую, никотиновую и пантотеновую кислоты, тиамин, рибофлавин, калий, кальций, магний, фосфор, медь и витамин B6. Противоцинготные свойства лимона и лайма были известны голландским мореплавателям ещё в эпоху Великих географических открытий. Между 1753 годом, когда опыты Джеймса Линда продемонстрировали их эффективность в борьбе с цингой, и концом XVIII века лимонный и лаймовый сок стал частью матросских рационов в британском флоте. Современные эпидемиологические исследования указывают также на связь между потреблением в пищу цитрусовых и предотвращением развития хронических заболеваний, в том числе болезней сердечно-сосудистых заболеваний, неврологической недостаточности, рака, катаракты и остеопороза. Помимо этого, цитрусовые масла также обладают инсектицидными свойствами.

Ведущие регионы — производители цитрусовых

Общий объём производства плодов цитрусовых вырос с 30 млн тонн в конце 1960-х годов до 105 млн тонн в 2002—2004 годах, из которых более половины составляют апельсины. При этом около 2/3 общего производства приходится на 6 стран: Китай, Бразилию, США, Индию, Мексику и Испанию. Цитрусовые входят в число основных сельскохозяйственных культур мира. С конца XX века потребление цитрусовых на душу населения в мире быстро растёт. Лидером по потреблению является Северная Америка, за которой следуют Латинская Америка и Европа. В развитых странах потребление цитрусовых на душу населения достигло своего пика и начало снижаться, тогда как в развивающихся странах оно продолжает расти. К экономически значимым видам и гибридам рода Цитрус относятся лимон, лайм, апельсин, померанец, мандарин, грейпфрут, цитрон и помело. По оценкам на 2021/2022 год, в мире производится:
- около 49 млн тонн апельсинов (из них более трети в Бразилии и 15 % в Китае);
- около 38 млн тонн мандаринов (на долю крупнейших производителей — Китая и Европейского Союза — приходится по 8 % от общемирового производства);
- 9,5 млн тонн лимонов и лаймов (из них треть в Мексике и более чем по 15 % в Аргентине и Европейском Союзе);
- 7 млн тонн грейпфрутов (почти 3/4 общего объёма в Китае)[19].

Цитрусовые служат основой для изготовления фруктовых соков, алкогольных напитков, джемов и мармеладов. Помимо использования в пищу, цитрусовые культуры представляют собой важное сырьё для парфюмерной промышленности благодаря содержанию приятно пахнущих эфирных масел. Около 90 % из этих соединений в весовом отношении составляют монотерпены, в первую очередь D-лимонен. Другие важные компоненты, отвечающие за специфичный для отдельных видов и сортов аромат, включают оксигенированные терпены и сложные эфиры, такие как этилбутират, входящий в состав апельсиновой эссенции. Цитрусовые масла добываются холодным отжимом кожуры, разрушающим эфиромасличные мешочки в цедре, с последующим разделением фракций посредством центрифугирования. Лимоны и, в меньшей степени, лаймы и бергамоты служили также сырьём для производства лимонной кислоты.